# Schwa barré
Cette page contient des caractères spéciaux ou non latins. S’ils s’affichent mal (▯, ?, etc.), consultez la page d’aide Unicode.
La lettre schwa barré ou schwa barré diagonalement, ə̸, est une lettre utilisée comme symbole phonétique dans certaines transcriptions phonétiques. Il est composé d’un schwa ‹ ə › avec un barre inscrite diagonale, c’est-à-dire d’un e barré diagonalement ‹ ɇ › culbuté.

## Usage
En phonologie française, certains auteurs utilisent le schwa barré pour noter l’emplacement lexical d’une voyelle centrale [ə] élidée, par exemple éguisement [de.ɡizə̸.ˈmɑ̃ː], revirement [ʁə.viʁə̸.ˈmɑ̃ː], mouvementé [muvə̸.mɑ̃.teː], jugement [ʒyʒə̸.mɑ̃ː]. Il est parfois aussi noté avec un schwa en indice ‹ ₔ ›.
Dans la transcription phonétique slovène, il est utilisé  pour représenter une voyelle centrale dévoisée [ə̥] qui est élidée, par exemple dans le Slovenski pravopis (Orthographe slovène) dans le suffixe -ə̸ski dans le l’étymologie de junak - junaški < *junačə̸ski < *junakə̸ski.

## Représentations informatiques
Le schwa barré n’a pas de caractère qui lui est propre dans les normes de codages informatiques, mais peut être représenté de manière approximative aves les caractères Unicode suivants :
| formes    | représentations | chaînes de caractères | points de code | descriptions                                                             |
| --------- | --------------- | --------------------- | -------------- | ------------------------------------------------------------------------ |
| minuscule | ə̷               | ə◌̷                    | U+0259 U+0337  | lettre minuscule latine schwa diacritique barre oblique courte couvrante |
| minuscule | ə̸               | ə◌̸                    | U+0259 U+0338  | lettre minuscule latine schwa diacritique barre oblique longue couvrante |